# Erik Spoelstra
Erik Spoelstra Celino (nascut l'1 de novembre de 1970 a Evanston, Illinois) és un entrenador de bàsquet estatunidenc. És el primer tècnic filipí-estatunidenc a l'NBA. Des de 2001 fins a 2008 va ser entrenador assistent i director de scouting dels Miami Heat.

## Biografia
Erik és fill de Jon Spoelstra, que era un executiu de l'NBA pels Portland Trail Blazers, Denver Nuggets, Buffalo Braves i New Jersey Nets. El seu pare és d'ascendència holandesa i irlandesa i la seva mare és Elisa Celino, una filipina de San Pablo, Laguna.
Spoelstra va créixer a Portland, Oregon, on es va graduar a l'Institut Jesuïta en 1988, i a la Universitat de Portland el 1992. A l'Institut Jesuïta, Spoelstra hi és tercer en la història en assistències (488), tercer també empatat en triples (156) i sisè en percentatge de triples (38,4%) i tirs lliures (82,4%).
Spoelstra va ser el base titular de la Universitat de Portland durant 3 anys i va ser nomenat «Freshman de l'Any» de la West Coast Conference el 1989. Forma part del selecte grup que va superar 1.000 punts a Portland.
Després de la universitat va passar 2 anys com a entrenador-jugador al TuS Herten, un equip d'Alemanya.

## Miami Heat
El 28 d'abril de 2008, Spoelstra (conegut pels jugadors com a "Coach Spo"), va ser nomenat el successor de Pat Riley com a entrenador de Miami Heat. La dimissió de Riley es va produir després de protagonitzar la pitjor temporada que ha tingut com a tècnic des que arribés a l'NBA. Riley es va quedar com a president de l'equip, i la seva primera decisió va ser que el relleu fos Erik Spoelstra, assistent sota la seva direcció però que mai havia tingut experiència en l'NBA. Amb 37 anys, Spoelstra es va convertir en el tècnic més jove de la lliga, 69 dies més jove que Lawrence Frank, entrenador dels New Jersey Nets.
Erik Spoelstra havia estat treballant per a Miami Heat durant 13 temporades però mai, amb excepció de les lligues d'estiu, havia exercit el càrrec d'entrenador en cap. La seva primera tasca a Miami va ser la de director de scouting, cap a 1995, després va ser ascendit a entrenador assistent (continuant amb les seves funcions de scouting). Des de feia temps era vist com la persona a la qual Pat Riley acabaria promocionant per substituir-lo en la banqueta dels Heat.
Spoelstra va portar els Miami Heat a dues sèries de playoffs consecutives abans de l'arribada del Big Three, tot i que van caure contra Atlanta Hawks i Boston Celtics respectivament. La temporada 2010-2011, amb l'arribada del Big Three, Spoelstra porta a l'equip a una marca de 58-24 classificant-se segons per darrere dels Chicago Bulls. Als playoffs d'aquella temporada, conduí els Miami Heat a les finals de l'NBA, eliminant als Philadelphia 76ers, els Boston Celtics i els Chicago Bulls. Així, en arribar a les finals de l'NBA de 2011, es van enfrontar als Dallas Mavericks i van perdre 4-2.
La temporada 2011-2012 conduí Miami de nou als PlayOffs de nou amb la segona millor marca de la Conferència Est i novament per darrere dels Chicago Bulls. En aquesta ocasió les seves víctimes en la postemporada serien New York Knicks (4-1), Indiana Pacers (4-2), Boston Celtics (4-3) i finalment els Oklahoma City Thunder (4-1) per proclamar-se campions de l'NBA 2012.
La temporada 2012-13, Spoelstra aconseguí el bicampionat amb Miami Heat. Aquest títol va ser aconseguit després d'unes finals de l'NBA extraordinàries on es van enfrontar a San Antonio Spurs, vencent Miami en el setè i definitiu partit. Aquesta sèrie es va caracteritzar perquè en el sisè partit amb Sant Antonio guanyant 3-2 en la sèrie, els Spurs anaven guanyant per 6 punts quan faltava 1 minut perquè acabés el partit. Però faltant 5,6 segons perquè acabés el partit amb Miami perdent per 3 punts Ray Allen va anotar un triple que portava el partit a la pròrroga, i posteriorment a la victòria de Miami. L'MVP de les finals va ser LeBron James, que va obtenir aquesta distinció per segon any consecutiu.